# Rökfärgad honungsfågel
Rökfärgad honungsfågel (Melipotes fumigatus) är en fågel i familjen honungsfåglar inom ordningen tättingar.

## Utseende och läte
Rökfärgad honungsfågel är en medelstor honungsfågel med mörkgrå fjäderdräkt, ljusare på strupe och undersidan och ljusa fjäderkanter, framför allt på bröstet. Det tydligaste kännetecknet är en stor gul fläck med bar hud runt ögat som kan rodna. Lätet är ett tvåtonigt uppåtböjd visslande "puu-wiii!" eller ett konstant upprepat vasst "wik!".

## Utbredning och systematik
Rökfärgad honungsfågel delas in i tre underarter:
- Melipotes fumigatus goliathi – förekommer i bergstrakter på centrala Nya Guinea
- Melipotes fumigatus fumigatus – förekommer i bergstrakter på sydöstra Nya Guinea
- Melipotes fumigatus kumawa – förekommer i Kumawabergen på nordvästligaste Nya Guinea

## Levnadssätt
Rökfärgad honungsfågel hittas i bergsskogar. Där lever den huvudsakligen av frukt. Den är inte särskilt skygg och kan ses sitta synligt i det öppna.

## Status och hot
Arten har ett stort utbredningsområde, men tros minska i antal, dock inte tillräckligt kraftigt för att den ska betraktas som hotad. Internationella naturvårdsunionen IUCN listar arten som livskraftig (LC).